# Toma, Burkina Faso
Toma là một tổng của tỉnh Nayala ởt phía tây Burkina Faso. Thủ phủ của tổng này là thị xã Toma. Theo điều tra dân số năm 1996, tổng này có dân số 29.070 .

## Các thị xã và các làng
- Toma	(12 587 dân) (thủ phủ)
- Goa	(651 dân)
- Goussi	(516 dân)
- Koin	(3 330 dân)
- Kolan	(955 dân)
- Konti	(345 dân)
- Niémé	(650 dân)
- Nyon	(551 dân)
- Pankélé	(1 934 dân)
- Raotenga	(242 dân)
- Sawa	(848 dân)
- Semba	(531 dân)
- Sien	(707 dân)
- Siépa	(730 dân)
- Tô	(1 354 dân)
- Yayo	(175 dân)
- Zouma	(2 964 dân)